# بويان ماركوسكي
بويان ماركوسكي هو لاعب كرة قدم ومدرب كرة قدم شمال مقدوني في مركز قلب الدفاع، ولد في 8 أغسطس 1983 في إسكوبية في مقدونيا الشمالية. شارك مع منتخب جمهورية مقدونيا تحت 19 سنة لكرة القدم ومنتخب مقدونيا الشمالية تحت 21 سنة لكرة القدم ومنتخب مقدونيا الشمالية لكرة القدم. أما مع النوادي، فقد لعب مع أبولون ليماسول ونادي أو إف كيه بيوغراد ونادي رابوتنيتشكي ونادي فاردار.

## وصلات خارجية
- بويان ماركوسكي على موقع قاعدة بيانات كرة القدم.إي يو (الإنجليزية)
- بويان ماركوسكي على موقع ناشيونال فوتبول تيمز (الإنجليزية)
- بويان ماركوسكي على موقع Soccerway.com (الإنجليزية)
- بويان ماركوسكي على موقع AS.com (الإسبانية)